# Implacable-klass
Implacable-klass var en fartygsklass bestående av hangarfartyg i brittiska Royal Navy under andra halvan av andra världskriget. Klassens utformning härrörde från Illustrious-klassen.

## Design
Implacable-klassens fartyg byggdes cirka 30 månader efter Illustrious-klassens hangarfartyg. Fartygen var mer nära besläktade med den tredje HMS Ark Royal med slimmade hangarväggar vilket möjliggjorde en bättre viktfördelning. En lägre hangar infördes också i klassen. Klassen hade också en fjärde uppsättning av framdrivningsmaskineri som gav dem extra fart som liknade den amerikanska Essex-klassen. Genom att anta ett permanent däckspark opererade tre fartyg upp till 81 flygplan under tjänstgöring i brittiska Stillahavsflottans mellan 1944 och 1945. Dessa fartyg använde eldledningssystemet Fuze Keeping Clock för luftvärnsbekämpning och hade fyra Mk V High Angle Director Towers. De åttadubbla 4,5 tums kanontornen på dessa fartyg hade också Remote Power Control.

## Historia
Båda fartygen i klassen kölsträcktes 1939 och sjösattes i december 1942 och färdigställdes i augusti och maj 1944. Den fördröjda byggtiden berodde på förändrade prioriteringar vid varvet. Efter färdigställandet hade klassen en kort karriär.
Indefatigable var ett relativt nytt fartyg när hon genomförde den första landningen med ett tvåmotorigt flygplan, en de Havilland Mosquito. Hon anslöt sig därefter till brittiska Stillahavsflottan. Hon deltog också i flygräder mot Tirpitz.
Efter andra världskrigets slut användes båda fartygen som utbildningsfartyg innan de skrotas år 1955 och 1956 efter knappt 10 års tjänstgöring. Beslutet att skrota fartygen berodde på den stora kostnaden att modernisera dem i linje med HMS Victorious.

## Fartyg i klassen
- HMS Implacable (R86) (byggd av Fairfields i Govan, tagen i tjänst i augusti 1944)
- HMS Indefatigable (R10) (byggd av John Brown & Co i Clydebank, tagen i tjänst i maj 1944)